# Paederia
Paederia es un género de plantas con flores del orden Gentianales de la familia Rubiaceae.

## Descripción
Paederia tiene varios caracteres inusuales en Rubiaceae. En particular, estas plantas son enredaderas que trepan por el hermanamiento y por lo general tienen un fétido olor desagradable o las hojas son a menudo cordiformes y notablemente variables en tamaño y forma dentro de una especie, las inflorescencias de algunas especies tienen una o unas cuantas hojas de color o petaloides asociados con las inflorescencias (pero no hay lóbulos del cáliz petaloides) que aparentemente funcionan para atraer a los polinizadores, en algunos casos de colores por pubescencia densa en la superficie superior, mientras que la superficie inferior es glabrescente; las corolas de un número de especies son fenestrados o 5-entornados, cerca de la base y los estambres de algunas especies se sitúan en diferentes niveles en la flor, de forma similar a los de Amphistemon; los frutos son drupas pero secas, con la fragmentación de fruta de la pared en la madurez y los dos pirenos aplanados y alados alrededor de los márgenes (o subglobosos en algunas especies de Asia, subg. Paederia). Estos pirenos son ovados y normalmente permanecen unidos a un carpóforo después que la pared del fruto se ha ido.

## Taxonomía
El género fue descrito por Carlos Linneo   y publicado en Systema Naturae, ed. 12 2: 135, 189. 1767.

## Especies más conocidas
- Paederia brasilensis (Hook.f.) Puff bejuco blanco del Perú[4]
- Paederia cilata
- Paederia foetida
- Paederia scadens
- Paederia vercilata